# Movie4k.to
Movie4k.to war eine Website, über die Besucher Filme kostenfrei per Streaming ansehen konnten. Die Seite richtete sich vornehmlich an deutsch- und englischsprachige Besucher.
Vorgänger der Seite war movie2k.to, welche seit Ende Mai 2013 nicht mehr abzurufen ist. Nachdem die Seite vom Netz genommen worden war, wurden verschiedene neue Websites unter ähnlichen Webadressen online gestellt und proklamierten, die offiziellen Nachfolger von Movie2k.to zu sein. Zu diesem Zeitpunkt gehörte Movie2k.to zu den zwanzig meistbesuchten Websites in Deutschland.

## Geschichte
Movie4k.to wurde 2013 von Kastriot und Kreshnik Selimi sowie Avid O., der unter dem Pseudonym Pedro agierte, gegründet, die unter anderem Betreiber von Kinox.to und anderen einschlägigen Internetseiten waren. Wie später bekannt wurde, sollen sie bei einem Hackerangriff auf Movie2k.to Hinweise auf die Identität der Urheber gefunden und diese an die Gesellschaft zur Verfolgung von Urheberrechtsverletzungen weitergegeben haben. Nachdem die Seite Movie2K.to geschlossen wurde, folgte die Nachbildung der Brüder, um sich mit ihren Internetseiten einen dominanten Platz zu sichern.
Im Januar 2013 kam es im Elternhaus der beiden Brüder in Pansdorf bei Lübeck zu einer Hausdurchsuchung, da die beiden im Verdacht standen, die Seite Rom-Freaks.net zu betreiben. Im Zuge dieser Hausdurchsuchung wurden verschlüsselte Datenträger und eine Handfeuerwaffe sichergestellt. Die Forensische Analyse dieser Datenträger förderte zutage, dass es sich bei den Brüdern um die Betreiber von Movie4k.to, Kinox.to und anderen Seiten handelte. Im Oktober 2014 kam es zu einem weiteren Einsatz der Beamten, die beiden Brüder sollen sich allerdings schon im Juli abgesetzt haben.
Im November 2015 wurden der Hacker Avid O. und ein Hacker namens „Eddie“ in Düsseldorf bzw. Neuss festgenommen. Avid O. wurde im Dezember 2015 zu 3 Jahren und 4 Monaten Haft verurteilt.
Im September 2017, 3 Jahre nach Fahndungsbeginn, wurde Kreshnik S. in Pristina festgenommen.
Am 18. November 2019 wurde bekanntgegeben, dass die Inhaber festgenommen wurden, seitdem wurde die Seite sichergestellt und gesperrt.
Ende Januar 2024 übertrug einer der ehemaligen Betreiber von movie2k.to in Bitcoin angelegte Gewinne der Website im Wert von etwa 2 Milliarden Euro an die Generalstaatsanwaltschaft Dresden.

## Konzept
Movie4k.to war eine Video-Plattform für deutsch- und englischsprachige Filme, TV-Serien und pornographische Filme. Die Seite war unterteilt in die Rubriken „Filme“, „TV-Serien“ und „XXX-Filme“.

## Rechtslage
In einem Interview mit Welt Online behauptete ein mutmaßlicher Betreiber von Movie2k.to, nicht von Deutschland aus zu agieren, da man dort zivilrechtliche Klagen der Rechteinhaber fürchte. Filmfirmen und die Gesellschaft zur Verfolgung von Urheberrechtsverletzungen schätzen das Online-Angebot als rechtswidrig ein und bezeichnen die Website als illegales Streaming-Portal.
Im November 2019 wurde einer der Hauptbetreiber und Programmierer von Movie2k festgenommen. Der geständige Mann hatte mit den Einnahmen aus Werbung und Abofallen auf der Seite über 22.000 Bitcoin im Wert von mehr als 25 Millionen Euro erworben. Diese habe er „freiwillig zur Schadenswiedergutmachung herausgegeben“, so die Generalstaatsanwaltschaft Dresden.
Die Nutzung von Streaming-Portalen, deren Inhalt offensichtlich urheberrechtlich geschützt ist, stellt nach einem Urteil des Europäischen Gerichtshofs von 2017 eine Urheberrechtsverletzung dar. Nutzern drohen zivilrechtliche und strafrechtliche Konsequenzen.

## Sperre in Österreich
Ende Juli 2017 forderte der österreichische Verein für Antipiraterie (VAP) die Netzbetreiber UPC Austria, A1 Telekom Austria, Tele2 und Drei dazu auf, eine Zugangssperre für diverse Portale, darunter Movie4k.to, einzurichten. Möglich macht das ein Beschluss des Obersten Gerichtshofes, der vorsieht, dass Internetserviceprovider bei Urheberrechtsverletzungen mit einer Zugangssperre beauftragt werden können. Auslöser der Sperre dürften Urheberrechtsverletzungen bei Filmen der Studios Allegro Film, Wega Film und Epo-Film gewesen sein.